# Öd (Schönthal)
Öd ist einer von 19 Gemeindeteilen von Schönthal im Landkreis Cham in Bayern.

## Lage
Das Dorf liegt auf einer Höhe von ungefähr 560 m ü. NN etwa 3 km südlich von Schönthal. Durch den Ort verläuft die Straße zwischen Flischberg und Wenzenried.

## Geschichte
Das Dorf Öd ist für das Jahr 1312 erstmals urkundlich bezeugt. Im 16. und 17. Jahrhundert sind Besitzungen des Klosters Schönthal in Öd nachweisbar. Im 19. Jahrhundert existierte eine kleine Nebenschule, in der ein Hirte Unterricht gab.
Bis zur Gemeindegebietsreform war Öd ein Ortsteil der Gemeinde Steegen. Diese wurde am 1. Mai 1978 aufgelöst und Öd nach Schönthal eingegliedert.

## Denkmal
Die historische Ausstattung des 1975 errichteten Kapellenneubaus stammt aus dem 19. Jahrhundert und gehört zu den eingetragenen Denkmälern der Gemeinde Schönthal.